# База баллистических ракет Эль-Ватах
База баллистических ракет Эль-Ватах — это новая, обнаруженная на спутниковых снимках, база баллистических ракет средней дальности в Саудовской Аравии.
База расположена около местечка Эль-Ватах, Саудовская Аравия. Находится примерно в 200 км на запад-юго-запад от столицы страны, города Эр-Рияд, в невысоких скалистых горах.. База является одной из трех баз баллистических ракет, которые обслуживают Королевские Саудовские стратегические ракетные силы.
На вооружении базы состоит примерно 40 китайских баллистических ракет средней дальности (2000—2800 км, с боеголовкой весом до 2 тонн) Дунфэн 3 (CSS-2) из 50-60 штук купленных у Китая в 1987 году. База имеет пропускной пункт, две пусковые площадки и развитую наземную инфраструктуру в равнинной части (включая два теннисных корта), не менее 7 отдельных площадок/гаражей для мобильных комплексов в охраняемой гористой местности, c отдельным пропускным пунктом, плюс не менее 3 широких ворот, ведущих в подземные тоннели.
Эксперты на основе изучения спутниковых снимков базы считают, что она была создана в течение последних 5 лет, а расположение и маркировка пусковых площадок указывают на то, что ракеты нацелены на Израиль (азимут 301) и Иран (азимут 10).